# 華芯通半導體
華芯通半導體技術有限公司（英語：HuaXinTong Semitech Co. Ltd.），2016年於中華人民共和國貴州省貴安新區創立，在北京設有營運據點，由美商高通公司與貴州省政府合資經營，主要經營領域為伺服器晶片的設計和開發。2019年，因高通停止合作，公司停業。

## 歷史
由貴州省政府與高通公司合作開始這項投資計劃，貴州省佔股份55%。這項計劃主要目標是建立貴州省大數據產業，以及發展中國自主半導體產業。由2016年至2018年7月為止，雙方共投資5.7億美元。
2018年11月， 宣布第一代可商用ARM架構的晶片「昇龍 4800」開始進行量產出貨。同年，高通公司停止ARM架構伺服器晶片的業務，同時也停止對華芯通的技術支援。
2019年4月30日，華芯通停止營運，執行長汪凱離職。

## 外部連結
- 華芯通半導體官網